# Quaqua cincta
Quaqua cincta är en oleanderväxtart som först beskrevs av C.A. Lückh., och fick sitt nu gällande namn av P.V. Bruyns. Quaqua cincta ingår i släktet Quaqua och familjen oleanderväxter. Inga underarter finns listade i Catalogue of Life.